# All the Tired Horses
All the Tired Horses – utwór skomponowany przez Boba Dylana, nagrany przez niego na początku marca 1970 roku, który został wydany na albumie Self Portrait, w czerwcu 1970 roku.

## Historia i charakter utworu
Utwór ten został nagrany na trzeciej sesji do albumu na początku marca 1970 r. Plonem tej sesji były także: „Wigwam” i „The Boxer”. Piosenka ta została także poddana overdubbingowi na sesji 11 (17 marca) i 12 (30 marca) 1970 r.
Nie jest to ani piosenka ani utwór typowo instrumentalny. Dylan nawet w ogóle nie śpiewa w tej kompozycji. Zamiast niego pojawia się żeński chórek, który po prostu powtarza słowa „all the tired horses in the sun, how’m? I supossed to get any ridin’ done”, po którym następuje murmurando.
Jeśli utwór ten miał być kołysanką, to w pełni spełnił swoje przeznaczenie.
Utwór ten nigdy nie był wykonywany podczas koncertów przez Dylana.

## Muzycy
Sesja trzecia
- Bob Dylan – gitara, harmonijka, wokal, pianino

Sesje overdubbingowe
Sesja ósma
- Charlie McCoy – gitara basowa, marimba
- Kenneth Buttrey – perkusja
- Bob Moore – gitara basowa

Sesja jedenasta
- Bubba Fowler – puzon
- Karl T. Himmel – perkusja
- Ron Cornelius – gitara, gitara dobro
- Bill Walker – arranżer
- Rex Eugene Peer – puzon
- William Pursell – instrumenty klawiszowe
- Gene Mullins – puzon
- Dennis Good – puzon
- Frank C. Smith – chórek (?)
- Martha McCrory– – wiolonczela
- Byron T. Bach – wiolonczela
- Gary Van Osdale – altówka
- Lillian Hunt – altówka
- Sheldon Kurland – skrzypce
- Martin Katahn – skrzypce
- Marvin Chantry – aktówka
- Brenton Banks – syntezator, skrzypce
- George Binkley – skrzypce
- Solie I. Fott – skrzypce
- Barry McDonald – aranżer

Sesja dwunasta
- Bob Moore – gitara basowa
- Charlie Daniels – gitara, gitara dobro
- Karl T. Himmer – perkusja

## Wykonania piosenki przez innych artystów
- The Sports – Play Dylan & Donovan (1981)